# 約翰·格奧爾格一世 (索爾姆斯-勞巴赫)
約翰·格奧爾格一世（Johann Georg I zu Solms-Laubach，1546年11月26日－1600年8月19日）是索爾姆斯-勞巴赫伯爵，腓特烈·馬格努斯一世的兒子。貴族索爾姆斯家族的成員。
1572年約翰·格奧爾格一世娶申堡-格勞豪的瑪格麗特（Margarete von Schoenburg-Glauchau），有三子三女：
- 腓特烈（英语：Frederick of Solms-Rödelheim）（1574－1649）
- 阿格尼絲（1578－1602）
- 海因里希·威廉（德语：Heinrich Wilhelm von Solms-Laubach）（1583－1632）
- 希比爾（法语：Sibylle de Solms-Laubach）（1590－1659）
- 約翰·格奧爾格二世（1591－1632）
- 索菲（1594－1651）